# NGC 5078
NGC 5078 (другие обозначения — ESO 508-48, MCG −4-32-1, AM 1317—270, IRAS13170-2708, PGC 46490) — спиральная галактика (Sa) в созвездии Гидра.
Этот объект входит в число перечисленных в оригинальной редакции «Нового общего каталога».
В галактике вспыхнула сверхновая SN 1999cz. Её пиковая видимая звёздная величина составила 18.